# Прва кик
Прва кик (Prva KICK) је српски телевизијски канал који се емитује путем кабловске, сателита и ИПТВ мреже. Емитовање канала започето је 29. новембра 2017. године у 18 часова.
Окосницу програма Прве кик чине блокбастери, ТВ серије, документарни, спортски и забавни програм претежно за мушкарце.

## Програм

### ТВ серије
- Полицајци[4]
- 24 сата[5]
- Топ гир[6]
- Државни посао[7]

### Емисије
- Камионџије са ледених путева[8]
- Вајпаут[9]
- Мајстори тетоваже[10]
- Сулуде вожње[11]
- Вајс[12]
- Како се прави[13]